# ビービーズ
ビービーズとは、長崎県にある民間放送テレビ局の長崎国際テレビ（NIB）の公式キャラクターである。

## 概要
- ハチの三姉妹(三つ子)で、名前は上からノン、アイ、ビビ。
- それぞれの名前は、長崎国際テレビの略称NIBに由来する。

## 特徴
- 長女・ノン:おかっぱ頭がトレードマークののんびり屋
- 次女・アイ:恥ずかしがり屋のおしゃれさん
- 三女・ビビ:そそっかしくて目立ちたがり屋

## 登場場面
- 毎日朝と夜に放送されるオープニング・クロージング映像に登場。（公式サイトの番組表にはビービーズおはようとビービーズおやすみと記載されている。）
- 2004年夏に、長崎県内のファミリーマート各店でパッケージにビービーズが印刷されたパンが販売された。他、携帯電話用のストラップにも採用されている。